# Cydosia garnotella
Cydosia garnotella är en fjärilsart som beskrevs av Achille Guenée 1879. Cydosia garnotella ingår i släktet Cydosia och familjen nattflyn. Inga underarter finns listade i Catalogue of Life.